# Wysokaje (agromiasteczko w obwodzie witebskim)
Wysokaje (biał. Высокае; ros. Высокое, Wysokoje, pol. hist. Wysokie) – agromiasteczko na Białorusi, w obwodzie witebskim, w rejonie orszańskim, w sielsowiecie Wysokaje.

## Historia
W XIX i w początkach XX w. położone były w Rosji, w guberni mohylewskiej, w powiecie orszańskim, będąc siedzibą zarządu gminy Wysokie (wysockiej). Następnie w granicach Związku Socjalistycznych Republik Radzieckich. Od 1991 w niepodległej Białorusi.

## Zabytki
- ruiny cerkwi św. Eliasza